# اچ‌ام‌اس روبی (۱۷۰۸)
اچ‌ام‌اس روبی (۱۷۰۸) (به انگلیسی: HMS Ruby (1708)) یک کشتی بود که طول آن ۱۳۰ فوت (۳۹٫۶ متر) بود.